# Arcadio Venturi
Arcadio Venturi (Vignola, 18 maggio 1929) è un ex calciatore e allenatore di calcio italiano, di ruolo centrocampista.
È il più anziano ex calciatore vivente ad aver militato nella Nazionale Italiana.

## Carriera
L'esordio arriva il 19 settembre 1948, in occasione di Bologna-Roma 1-2. Da allora scende in campo in quasi ogni partita dei giallorossi fino al 1957, totalizzando 100 delle sue 288 presenze totali in nove anni con la maglia della Roma, durante i quali entra a far parte del giro della Nazionale e realizza anche 18 gol. Nel 1951 segue la squadra in serie B, con 37 presenze e sei reti.
Appesi gli scarpini al chiodo, entra a far parte dello staff dell'Inter in qualità di dirigente prima e vice-allenatore poi, aiutando molti giocatori a crescere, come confermato più volte da Beppe Bergomi che in varie interviste, sottolineava il fatto che mister Venturi si "fosse spezzato la schiena" per aiutarlo a crescere.
Con l'arrivo di Giovanni Trapattoni all'Inter nel 1986 viene confermato come vice-allenatore della squadra neroazzurra, per poi seguire proprio il tecnico nell'avventura alla Juventus, sempre come vice-allenatore. Terminata la sua avventura alla Juve con l'arrivo della triade Moggi-Giraudo-Bettega, dall'estate del 1994 diventa dirigente del Bologna, per poi terminare la sua attività qualche anno più tardi.

## Statistiche

### Presenze e reti nei club
| Stagione        | Squadra         | Campionato      | Campionato | Campionato | Coppe nazionali | Coppe nazionali | Coppe nazionali | Coppe continentali | Coppe continentali | Coppe continentali | Altre coppe | Altre coppe | Altre coppe | Totale | Totale |
| Stagione        | Squadra         | Comp            | Pres       | Reti       | Comp            | Pres            | Reti            | Comp               | Pres               | Reti               | Comp        | Pres        | Reti        | Pres   | Reti   |
| --------------- | --------------- | --------------- | ---------- | ---------- | --------------- | --------------- | --------------- | ------------------ | ------------------ | ------------------ | ----------- | ----------- | ----------- | ------ | ------ |
| 1948-1949       | Roma            | A               | 34         | 6          |                 | -               | -               | -                  | -                  | -                  |             | -           | -           | 34     | 6      |
| 1949-1950       | Roma            | A               | 35         | 1          |                 | -               | -               | -                  | -                  | -                  | -           | -           | -           | 35     | 1      |
| 1950-1951       | Roma            | A               | 36         | 1          |                 | -               | -               |                    | -                  | -                  |             | -           | -           | 36     | 1      |
| 1951-1952       | Roma            | B               | 37         | 6          |                 | -               | -               | -                  | -                  | -                  | -           | -           | -           | 37     | 6      |
| 1952-1953       | Roma            | A               | 34         | 1          |                 | -               | -               | -                  | -                  | -                  | -           | -           | -           | 34     | 1      |
| 1953-1954       | Roma            | A               | 30         | 0          |                 | -               | -               | -                  | -                  | -                  | -           | -           | -           | 30     | 0      |
| 1954-1955       | Roma            | A               | 31         | 2          |                 | -               | -               | CM                 | 2                  | 0                  | -           | -           | -           | 33     | 2      |
| 1955-1956       | Roma            | A               | 24         | 0          |                 | -               | -               | -                  | -                  | -                  | -           | -           | -           | 24     | 0      |
| 1956-1957       | Roma            | A               | 27         | 2          |                 | -               | -               | -                  | -                  | -                  | -           | -           | -           | 27     | 2      |
| Totale Roma     | Totale Roma     | Totale Roma     | 288        | 19         |                 | -               | -               |                    | 2                  | 0                  |             | -           | -           | 290    | 19     |
| 1957-1958       | Inter           | A               | 20         | 0          | CI              | 5               | 0               |                    | -                  | -                  |             | -           | -           | 25     | 0      |
| 1958-1959       | Inter           | A               | 14         | 0          | CI              | 1               | 0               |                    | -                  | -                  | -           | -           | -           | 15     | 0      |
| 1959-1960       | Inter           | A               | 23         | 0          | CI              | 1               | 0               | CdF                | 3                  | 0                  | -           | -           | -           | 27     | 0      |
| Totale Inter    | Totale Inter    | Totale Inter    | 57         | 0          |                 | 7               | 0               |                    | 3                  | 0                  |             | -           | -           | 67     | 0      |
| 1960-1961       | Brescia         | B               | 27         | 2          | CI              | 2               | 0               |                    | -                  | -                  | -           | -           | -           | 29     | 2      |
| Totale carriera | Totale carriera | Totale carriera | 372        | 21         |                 | 9               | 0               |                    | 5                  | 0                  |             | -           | -           | 386    | 21     |

### Cronologia presenze e reti in nazionale
| Cronologia completa delle presenze e delle reti in nazionale ― Italia | Cronologia completa delle presenze e delle reti in nazionale ― Italia | Cronologia completa delle presenze e delle reti in nazionale ― Italia | Cronologia completa delle presenze e delle reti in nazionale ― Italia | Cronologia completa delle presenze e delle reti in nazionale ― Italia | Cronologia completa delle presenze e delle reti in nazionale ― Italia | Cronologia completa delle presenze e delle reti in nazionale ― Italia | Cronologia completa delle presenze e delle reti in nazionale ― Italia |
| Data                                                                  | Città                                                                 | In casa                                                               | Risultato                                                             | Ospiti                                                                | Competizione                                                          | Reti                                                                  | Note                                                                  |
| --------------------------------------------------------------------- | --------------------------------------------------------------------- | --------------------------------------------------------------------- | --------------------------------------------------------------------- | --------------------------------------------------------------------- | --------------------------------------------------------------------- | --------------------------------------------------------------------- | --------------------------------------------------------------------- |
| 11-11-1951                                                            | Firenze                                                               | Italia                                                                | 1 – 1                                                                 | Svezia                                                                | Amichevole                                                            | -                                                                     |                                                                       |
| 25-11-1951                                                            | Lugano                                                                | Svizzera                                                              | 1 – 1                                                                 | Italia                                                                | Coppa Internazionale                                                  | -                                                                     |                                                                       |
| 16-7-1952                                                             | Tampere                                                               | Stati Uniti                                                           | 0 – 8                                                                 | Italia                                                                | Olimpiadi 1952 - Qualificazione                                       | 1                                                                     |                                                                       |
| 21-7-1952                                                             | Helsinki                                                              | Ungheria                                                              | 3 – 0                                                                 | Italia                                                                | Olimpiadi 1952 - Ottavi di finale                                     | -                                                                     |                                                                       |
| 28-12-1952                                                            | Palermo                                                               | Italia                                                                | 2 – 0                                                                 | Svizzera                                                              | Coppa Internazionale                                                  | -                                                                     |                                                                       |
| 17-5-1953                                                             | Roma                                                                  | Italia                                                                | 0 – 3                                                                 | Ungheria                                                              | Coppa Internazionale                                                  | -                                                                     |                                                                       |
| Totale                                                                |                                                                       | Presenze                                                              | 6                                                                     |                                                                       | Reti                                                                  | 1                                                                     |                                                                       |

## Palmarès

### Giocatore

#### Club
- Campionato italiano di Serie B: 1

Roma: 1951-1952